# Howard Mudd
Howard Edward Mudd (Midland, 10 febbraio 1942 – Seattle, 12 agosto 2020) è stato un giocatore di football americano e allenatore di football americano statunitense che ha giocato nel ruolo di offensive guard per la maggior parte della carriera con i San Francisco 49ers della National Football League (NFL).

## Carriera professionistica
Mudd fu scelto nel corso del nono giro (113º assoluto) del Draft NFL 1964 dai San Francisco 49ers. Giocò con essi fino al 1969, venendo convocato per tre Pro Bowl e inserito per due volte nella formazione ideale della stagione All-Pro. In seguito passò per un anno ai Chicago Bears, prima che un infortunio al ginocchio lo costringesse al ritiro. Intraprese così la carriera di allenatore, vincendo con gli Indianapolis Colts il Super Bowl XLI nel 2006 come allenatore della linea offensiva.

## Morte
Mudd è deceduto il 12 agosto 2020 a Seattle per le gravissime lesioni riportate in un incidente stradale con la sua moto, avvenuto due settimane prima.

## Palmarès
- Convocazioni al Pro Bowl: 3

1966, 1967, 1968
- All-Pro: 2

1967, 1968
- Formazione ideale della NFL degli anni 1960